# ژرار گگان
ژرار گگان (به فرانسوی: Gérard Guégan) نویسنده، ویراستار، مترجم و مورخ ادبیات قرن بیستم میلادی اهل فرانسه است.